# راديو معرف برمجيا

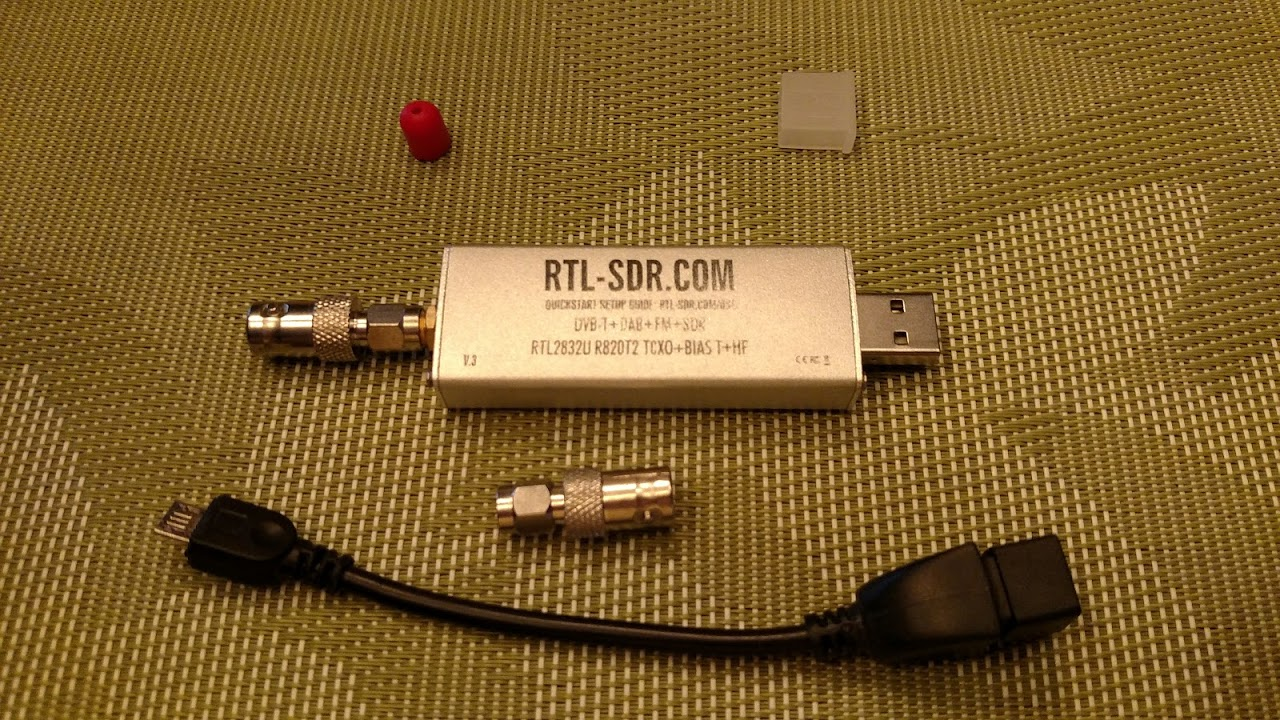
جهاز محول راديو RTL-SDR USB.

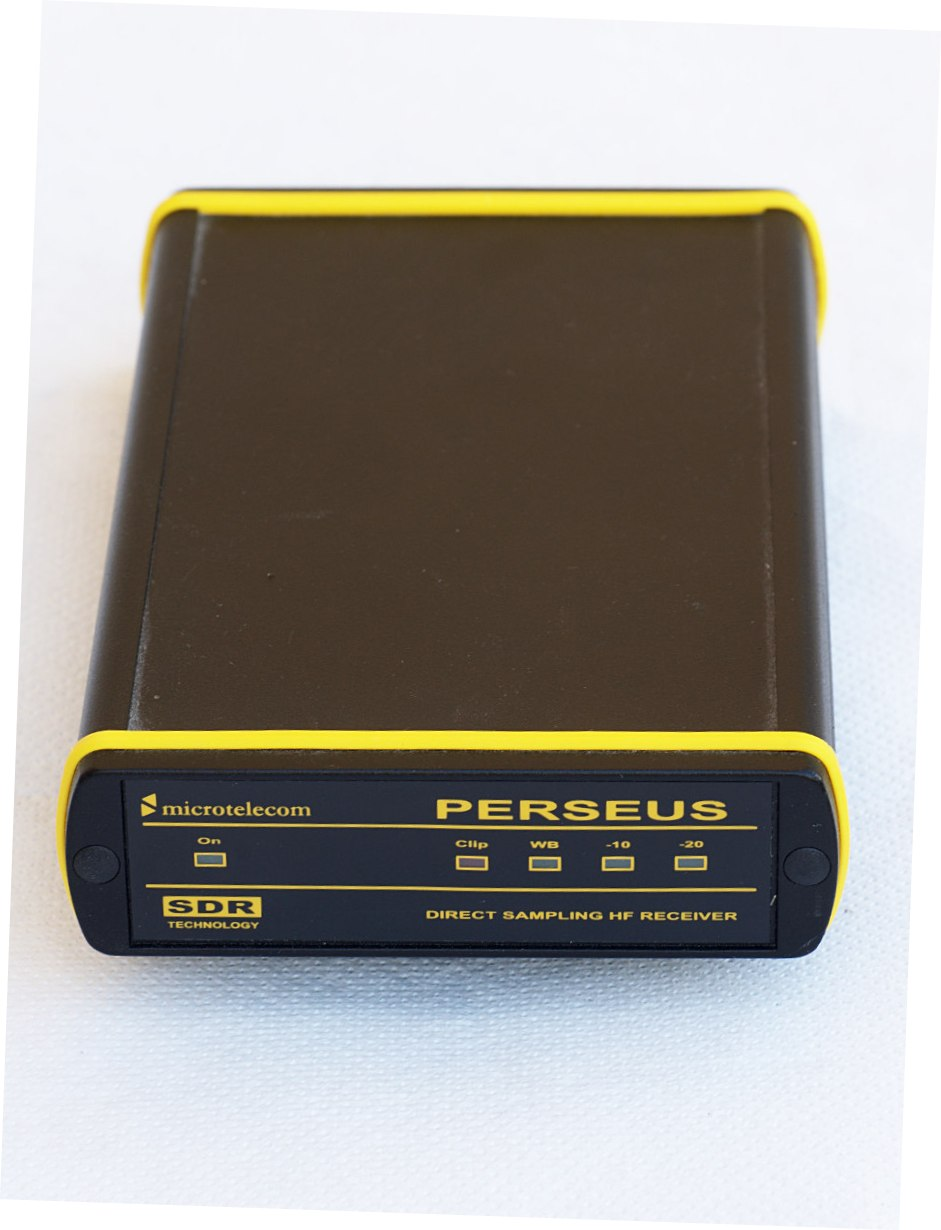
جهاز راديو معرف برمجيا

الراديو المعرَّف برمجيًا (بالإنجليزية: Software-defined radio)‏ هو نظام اتصالات راديوية حيث تُطبق العناصر المُستخدمة على نحو تقليدي في أجهزته (مثل، الممازج والمرشحات والمضخمات ووحدات التعديل/ فك التعديل والكواشف وما إلى ذلك) عن طريق برنامج على جهاز كمبيوتر شخصي أو نظام مُضمن. على الرغم من أن مفهوم الراديو المُعرَّف برمجيًا (إس دي آر) ليس جديدًا، فإن إمكانات التطور السريع للإلكترونيات الرقمية تنفّذ العديد من العمليات التي لم تكن ممكنة سوى من الناحية النظرية في السابق.
يمكن أن يتكون النظام الأساسي للراديو المُعرَّف برمجيًا من جهاز كمبيوتر شخصي مزود ببطاقة صوت، أو أي محول تناظري رقمي آخر، يسبقه شكل من أشكال الطرف الأمامي للتردد الراديوي. تُسلم كميات كبيرة من الإشارات المُعالجة إلى المعالج للأغراض العامة، بدلًا من القيام بها في الأجهزة ذات الأغراض الخاصة (الدارات الإلكترونية). ينتج هذا التصميم راديو يمكنه استقبال ونقل بروتوكولات راديوية مختلفة على نطاق واسع (يُشار إليها أحيانًا باسم أشكال موجية) تعتمد فقط على البرنامج المُستخدم.
تتمتع أجهزة الراديو المبرمجة بفائدة كبيرة للخدمات العسكرية وخدمات الهاتف الخلوي، ويجب أن يخدم كلاهما مجموعة متنوعة من بروتوكولات الراديو المتغيرة في الوقت الحقيقي.
على المدى الطويل، يتوقع الداعمون مثل منتدى إس دي آر (الآن منتدى الابتكار اللاسلكي) أن تصبح أجهزة الراديو المعرفة برمجيًا، التقنية المهيمنة في الاتصالات اللاسلكية. يشكل الراديو المُعرف برمجيًا، جنبًا إلى جنب مع الهوائيات المعرفة برمجيًا، أدوات تمكين للراديو الواعي.
يمكن أن يكون الراديو المُعرف برمجيًا مرنًا بما يكفي لتجنب افتراضات «الطيف المحدود» لمصممي الأنواع السابقة من أجهزة الراديو، بطريقة أو أكثر بما في ذلك:
- تسمح تقنيات طيف الانتشار والنطاق فائق العرض للعديد من أجهزة الإرسال بالإرسال في نفس المكان على نفس التردد مع تداخل ضئيل جدًا، وعادةً ما تُدمج مع واحد أو أكثر من تقنيات اكتشاف الأخطاء وتصحيحها لإصلاح كافة الأخطاء التي يسببها هذا التداخل.
- الهوائيات المعرفة برمجيًا «تلتقط» الإشارات الاتجاهية، وبالتالي يمكن لأجهزة الاستقبال رفض التداخل من الاتجاهات الأخرى بشكل أفضل، ما يسمح لها بالكشف عن عمليات الإرسال الضعيفة.
- تقنيات الراديو الواعي: يقيس كل راديو الطيف المستخدم وينقل تلك المعلومات إلى أجهزة الراديو المساعدة الأخرى، بحيث يمكن لأجهزة الإرسال تجنب التداخل المتبادل عن طريق اختيار الترددات غير المستخدمة. وبدلًا من ذلك، يتصل كل راديو بقاعدة بيانات لتحديد المواقع الجغرافية للحصول على معلومات حول إشغال الطيف في موقعه، ولضبط تردد تشغيله و/أو طاقة الإرسال بمرونة بحيث لا تتسبب في حدوث تداخل مع الخدمات اللاسلكية الأخرى.
- الضبط الديناميكي لطاقة المرسل، استنادًا إلى البيانات الواردة من أجهزة الاستقبال، ما يقلل من طاقة الإرسال إلى الحد الأدنى الضروري، الذي يقلل بدوره من مشكلة الاستماع والتداخل مع الآخرين، ويطيل عمر البطارية في الأجهزة المحمولة.
- الشبكة المتداخلة اللاسلكية حيث يزيد كل راديو إضافي من السعة الإجمالية ويقلل من الطاقة المطلوبة في كل عقدة. ترسل كل عقدة باستخدام الطاقة اللازمة فقط للرسالة للقفز إلى أقرب عقدة في هذا الاتجاه، ما يقلل من مشكلة الاستماع والذي بدوره يقلل التداخل مع الآخرين.

## نظرة عامة
الراديو المعرف برمجياً يتكون من عتاد وبرمجيات، وتكون كل أو بعض الوظائف التشغيلية للراديو ضمن الطبقة الفيزيائية معرفة في برمجيات قابلة للتعديل أو نظام تشغيل قابل للبرمجة والتعديل (programmable). وهذه الأجهزة تتضمن المكونات التالية:
- مصفوفة البوابات المنطقية القابلة للبرمجة
- معالج إشارة رقمي (Digital Signal Processors DSP.)
- General Purpose Processors GPP.
- متحكم دقيق (Programmable System on Chip SoC.)

ويسمح استخدام هذه الأجهزة ببناء أجهزة جديدة لها قابليات أكبر وخصائص أكثر من الأنظمة المتوفرة حالياً وبدون الحاجة إلى هاردوير جديد.

## تاريخ التقنية
ظهر مصطلح الراديو المعرف برمجيا لأول مرة عام 1991، إلا أن هذه التقنية لم تصبح شائعة إلا في العقد الأخير نظراً لأن المعالجات (تحديداً مصفوفة البوابات المنطقية القابلة للبرمجة) أصبحت رخيصة الثمن وفي متناول أي هاوٍ أو باحث.

## فوائد الراديو المعرف برمجيًا
من فوائد الراديو المعرف برمجيًا:
- إنتاج أجهزة اتصال لاسلكي جديدة بشكل اسرع.
- تقليل كلفة التطوير بشكل كبير
- توفير تقنيات (over the air) و (remote programming) للسماح بتصحيح الأخطاء أثناء عمل الراديو مما يقلل زمن وكلفة التشغيل والصيانة.
- توفر هذه الأجهزة منصة تطوير موحدة وقياسية لمختلف الشركات والباحثين مما يزيد من قابلية العمل المشترك في المستقبل.
- تقليل كلفة الدعم اللوجستي وكلف التشغيل.
- إمكانية التنزيل والتصعيد (ترقية) والتطوير لنسخ نظم التشغيل المختلفة لهذه الأجهزة بشكل مستمر.